# Q, O Caçador de Hereges
Q, O Caçador de Hereges é um romance de Luther Blissett publicado originalmente em italiano em 1999. A acção passa-se na Europa do século XVI e enquadra-se nos movimentos da  Reforma Protestante.
O pseudónimo multiusuário Luther Blissett foi utilizado por quatro autores italianos (Roberto Bui, Giovanni Cattabriga, Federico Guglielmi e Luca Di Meo) para escrever este romance, e actualmente escrevem sob o pseudónimo de Wu Ming.
O romance foi traduzido para várias línguas. Todas as edições mantêm a declaração original de copyright que permite a reprodução do livro com fins não comerciais.

## Resumo da obra
O livro acompanha a vida de um radical Anabatista pela Europa durante a primeira metade do século XVI, à media que este participa em vários movimentos e insurreição que ocorrem em vários locais na Europa. A acção prolonga-se ao longo de 30 anos, sendo o protagonista perseguido ao longo da vida por Q, um espião ao serviço do cardeal Giovanni Pietro Carafa. O personagem principal, que muda de nome várias vezes ao longo da trama, luta inicialmente na Guerra dos Camponeses ao lado de Thomas Muentzer, depois encontra-se no cerco de Münster durante a Rebelião de Münster, passando pela Holanda, Suíça e Veneza (Itália).

## Interpretações e Controversia
Em toda a Europa, principalmente no Reino Unido, o livro é muitas vezes analisado do ponto de vista político e há quem afirme que este é uma alegoria da sociedade europeia após o declínio dos movimentos de protesto dos anos 1960 e 70 do século XX. Assim como no século XVI a Contra-Reforma reprimiu qualquer corrente teológica diferenciada ou movimento social radical, e a Paz de Augsburgo sancionou a divisão do continente europeu entre Católicos e Protestantes, assim também nos últimos 20 anos do século XX foram marcados por um forte renascimento de ideologias conservadoras e pela globalização da economia pelas grandes corporações minando qualquer resistência.
Esta interpretação irradia dos próprios autores que descrevem a obra como um manual de sobrevivência, o que pode dar-nos uma luz reveladora sobre o final do livro. O herói acaba finalmente encontrando refúgio no meio dos muçulmanos do Império Otomano.
Esta é apenas uma das muitas interpretações que foram feitas após a publicação da obra. De acordo com outros leitores Q, O Caçador de Hereges é uma autobiografia de Luther Blissett, retratando-o como uma personagem subversiva com uma identidade colectiva que altera ao longo do tempo. De facto nunca chegamos a saber o verdadeiro nome do protagonista (devemos aqui ter em conta que mas tarde os autores formaram um novo pseudónimo literário chamado Wu Ming, que é mandarim para sem nome), que este envolve-se em vários tumultos, incita o povo à rebelião, inventa falsas ameaças e falsos profetas.
Tanto o romancista Stewart Home e David Liss consideram  esta obra um anti-romance.
Outros leitores consideram Q, O Caçador de Hereges é acima de tudo um romance de aventura.

## Personagens e Acontecimentos
Guerra dos Camponeses:
- Thomas Müntzer; Pastor da Reforma e Anabaptista;
- Martin Bucer; Protestante reformista;
- Wolfgang Fabricius Capito; Reformista Alemão;
- Martin Borrhaus (Cellarius) ; Unitarianista reformista;
- 15 May 1525 - Batalha de Frankenhausen

Rebelião de Münster:
- Jan van Leiden – Münster rebellion anabaptist leader and King
- Jan Matthys; Líder anabatista e alegado profeta
- Melchior Hoffman; Profeta anabatista
- Bernhard Rothmann; Teólogo anabatista
- Franz von Waldeck; Príncipe - bispo de Münster e chefe do exército durante o cerco da cidade.
- Bernhard Knipperdolling; Líder anabatista.
- Bernhard Krechting; Líder anabatista.
- Heinrich Krechting
- Heinrich Gresbeck
- John Trypmaker

Antuérpia:
- Jan van Batenburg; Revolucionário Anabatista;
- Anton Fugger; Banqueiro
- Eloi Pruystinck; Líder Reformista

Veneza:
- João Miquez; Mercador
- Spirituali
- Giovanni Pietro Carafa; Cardeal, mais tarde Papa Paulo IV
- Reginald Pole; Cardeal

## Edições
- Dinamarquesa: Hovedland, 2002, ISBN 87-7739-554-9
- Holandesa: Wereldbibliotheek, 2001
- Inglesa: Heinemann, 2003, ISBN 0-434-01000-6 – Harcourt, 2004, ISBN 0-15-101063-3 – Arrow, 2004, ISBN 0-09-943983-2
- Francesa: Seuil, 2001, ISBN 2-02-040066-9, with the title L'oeil de Carafa
- Alemã: Piper, 2003, ISBN 3-492-23990-0
- Grega: Travlos, 2001
- Italiana: Einaudi, 1999, ISBN 88-06-15572-5
- Koreana
- Polaca: Albatros, 2005, ISBN 83-7359-269-5
- Portuguesa (Brazil): Conrad, 2002, ISBN 85-87193-56-2
- Espanhola: Grijalbo/Mondadori, 2000, ISBN 84-9759-358-8